# Rytlów
Rytlów – wieś w Polsce, położona w województwie świętokrzyskim, w powiecie koneckim, w gminie Słupia Konecka.
| SIMC    | Nazwa        | Rodzaj    |
| ------- | ------------ | --------- |
| 0269771 | Na Stawkach  | część wsi |
| 0997424 | Skąpe Drugie | część wsi |
| 0997430 | Zofiówka     | część wsi |

W latach 1975–1998 miejscowość położona była w województwie kieleckim.
Wierni Kościoła rzymskokatolickiego należą do parafii św. Michała Archanioła w Pilczycy.